# Бойкот российского кино
«Бойкот российского кино» (укр. Бойкот російського кіно) — кампания бойкота российских фильмов на Украине. Была инициирована в августе 2014 года гражданским движением «Відсіч» (рус. «Отпор»), которое также занимается бойкотом российских товаров и услуг. Цель кампании — уменьшение объёма российской информационной продукции, представленной на украинском кино- и телеэкране.
По заявлениям организаторов кампании, российская кинопродукция «в основном очень низкого качества и очень часто содержит вражескую российскую пропаганду… Засилье российских фильмов, сериалов и телепередач … является целенаправленной российской информационной экспансией, которую Россия начала давно, чтобы удержать Украину в российском информационно-культурном поле и навязать украинцам соответствующие „ценности“».
Несколько акций против показа российских фильмов и сериалов на украинских телеканалах также провела инициативная общественная группа «Комітет ТелеЕтики».

## Ход событий
Начало кампании бойкота российского кино было положено активистами гражданского движения «Відсіч» в конце августа 2014 года. В рамках кампании проводится работа в социальных сетях, организуются уличные акции, ведётся мониторинг программ телеканалов и репертуара кинотеатров, поиск «вражеской пропаганды» в российских фильмах. Один из активистов движения является членом Экспертной комиссии по вопросам распространения и демонстрации фильмов при Госкино.
27 августа состоялось пикетирование телеканала ICTV с требованием снять с эфира российские сериалы. Месяцем раньше, 28 июля, министерство культуры Украины лишило прокатных удостоверений фильм «Поддубный» и сериал «Белая гвардия». По мнению экспертов ведомства, они «демонстрируют пренебрежение к украинскому языку, народу и государственности», а «отдельные факты искажены и переписаны в пользу России».
4 сентября активисты движения «Відсіч» провели перед зданием Государственного агентства Украины по вопросам кино в Киеве театрализованную акцию «Не пустим в хату российскую вату», призвав к запрету демонстрации на украинских теле- и киноэкранах российских сериалов и фильмов, в которых, по мнению активистов, содержится скрытая антиукраинская пропаганда. Участники акции потребовали установить жёсткий контроль над содержанием российской кинопродукции и очистить украинское медиапространство от фильмов, которые, по их мнению, наносят ущерб национальным интересам Украины.
Осенью 2014 года несколько акций против присутствия российских фильмов и сериалов на украинском телевидении было проведено у здания Национального совета по вопросам телевидения и радиовещания и различных украинских телеканалов.

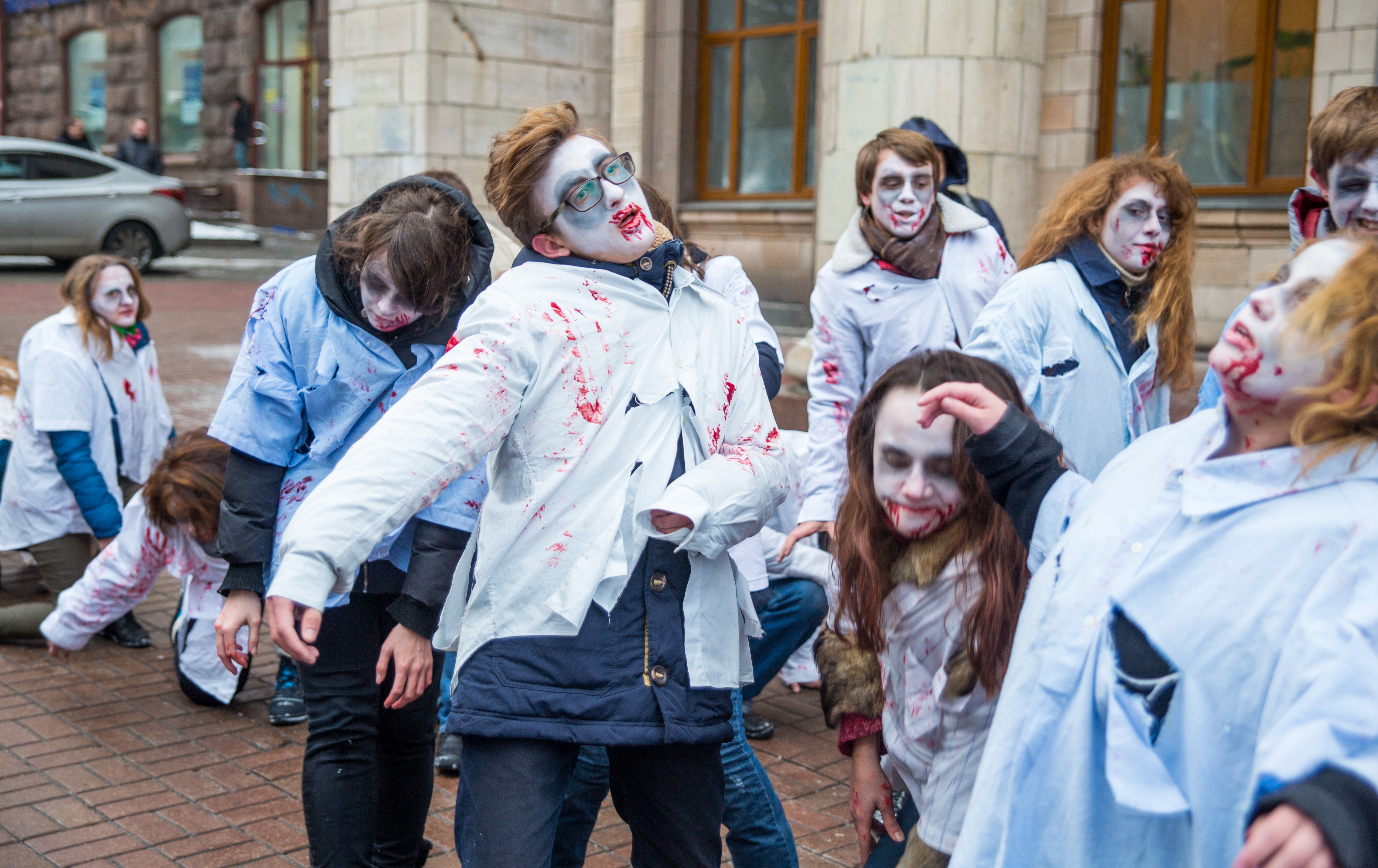
Акция-перформанс у Национального совета по вопросам телевидения и радиовещания в Киеве

3 декабря перед зданием Национального совета по вопросам телевидения и радиовещания активисты движения «Відсіч» провели перформанс-акцию с требованием запретить российские фильмы, сериалы, передачи и другую информационную продукцию на украинском телевидении. Участники акции изображали телезрителей, «зомбированных» российской телепропагандой и превратившихся в сторонников «русского мира».

## Отношение к российской теле- и кинопродукции на Украине

### Деятели искусства и общественность
- В сентябре 2014 года состоялась акция протеста против проведения съёмок российского сериала о первых днях Великой Отечественной войны в Черновцах[16].
- В сентябре 2014 года украинская писательница Оксана Забужко так прокомментировала данные о присутствии российской телепродукции на украинском телевидении: «… ситуация сейчас шизофреническая: с одной стороны льётся кровь, гибнут люди, русскоязычные, украиноязычные, суржикоязычные, нет разницы, те, которые идентифицируют себя как украинцы. И в это же время только за первую неделю сентября 10 украинских каналов показали 71 российский сериал, в том числе „Ликвидацию“, где чекисты уничтожают бандеровцев»[17].
- 3 октября украинский писатель Андрей Кокотюха высказал мнение, что российские сериалы о «ментах», «НКВД» и «спецназе» продолжают находиться в эфире украинских телеканалов, поскольку «их нечем заменить»[18].
- В октябре 2014 года комбаты добровольческих батальонов Юрий Береза («Днепр-1»), Семён Семенченко («Донбасс») и Андрей Тетерук («Миротворец») обратились с открытым письмом к президенту Украины Петру Порошенко с требованием прекратить «трансляцию российской пропаганды в виде медиапродукции, включая сериалы, фильмы, развлекательные программы, в которых нашего врага изображают с воодушевлением и идеализацией»[19].
- В ночь с 31 декабря 2014 года на 1 января 2015 года телеканал «Интер» транслировал передачу «Жди меня в Новый год» с участием артистов, поддержавших аннексию Крыма Российской Федерацией (в частности, Иосифа Кобзона, Олега Газманова и Валерии). Это вызвало волну возмущения в украинской блогосфере[20] и социальных сетях[21][22]. 1 января отреагировали своими заявлениями и ряд украинских чиновников, политиков и общественных деятелей[23][24][25][26].

### Государственная власть Украины
- 20 октября 2014 года народным депутатом Николаем Томенко в Верховную Раду был внесён законопроект[27] о внесении поправок в Закон «О телевидении и радиовещании», касающихся защиты интересов украинского государства. Законопроектом предусматривалось запретить телетрансляцию аудиовизуальных произведений, главными героями которых являются сотрудники правоохранительных органов, вооружённых сил, специальных служб Российской Федерации и/или СССР, и/или Российской империи (кроме аудиовизуальных произведений советского производства, которые были произведены до августа 1991 года), а также произведений, «в которых прославляются захватчики Украины»[28]. Однако законопроект не получил необходимой поддержки в Раде[29].
- В октябре 2014 года Государственное агентство Украины по вопросам кино запретило показ российских сериалов, посвящённых силовым структурам России. По словам главы ведомства Филиппа Ильенко, решение принято с учётом событий на Украине, из-за которых «некорректно сейчас будет демонстрировать на украинских телеканалах те российские фильмы, в которых есть откровенная пропаганда, вроде возвеличивания силовых структур России и самой России.»[30]. Позже, после скандала и протестов общественности[31], ведомство запретило фильмы с участием Михаила Пореченкова[32], а также призвало руководителей телевидения и СМИ не допускать появления в эфире Иосифа Кобзона, Ивана Охлобыстина, Михаила Задорнова и других российских деятелей культуры в связи с их «украинофобскими заявлениями и действиями»[33][34]. 9 декабря Государственное агентство по вопросам кино  запретило показ на Украине 71 фильма и сериала с участием российского актера и сценариста Ивана Охлобыстина[35][36]. В декабре Госкино также пообещало поддержку тем телеканалам, которые откажутся от российского контента[37] и запретило к показу ещё четыре российских фильма[38].
- Глава Нацсовета по вопросам телевидения и радиовещания Юрий Артеменко после акций протестов общественности заявил, что правильнее было бы, если бы телеканалы сами отказались от показа фильмов и сериалов с участием Пореченкова и Охлобыстина[39]. В декабре 2014 года первый заместитель ведомства Ольга Герасимюк заявила, что определённые российские фильмы используются как средство пропаганды, поэтому подлежат запрету. К тому же, по её словам, планы украинских телеканалов по закупке российских телесериалов на следующий год снизились, но закупка всё равно будет массовой[40].
- 9 декабря 2014 года в Верховной раде Украины народные депутаты Николай Княжицкий и Вадим Денисенко зарегистрировали проект закона о внесении изменений в некоторые законы Украины относительно защиты информационного телерадиопространства Украины № 1317. Документом предлагается внести изменения в Закон Украины «О кинематографии», а именно — дополнить статьёй 15-1 «Распространение и демонстрации фильмов, в которых содержится популяризация некоторых органов государства-оккупанта и популяризируются ценности криминальной субкультуры». Согласно статье, любое распространение (показ) на Украине любых фильмов (аудиовизуальных произведений), в которых содержится популяризация, агитация, пропаганда и т. д. любых действий правоохранительных органов, вооружённых сил, других вооружённых, военных или силовых формирований России, запрещено. Также запрещается показ всех фильмов и сериалов, произведённых в России после 2014 года[41][42]. Законопроект был принят 5 февраля и подписан Президентом Украины Петром Порошенко 2 апреля 2015 года. Для телеканалов даётся двухмесячный переходный период[43].